# Østjyske længdebane
| Padborg–Frederikshavn  | Padborg–Frederikshavn |
| ---------------------- | --------------------- |
| Containerzug bei Vejle |                       |
| Streckenlänge:         | etwa 440 km           |
| Spurweite:             | 1435 mm (Normalspur)  |
|                        |                       |

Den østjyske længdebane (deutsch die ostjütische Längsbahn), manchmal einfach als den jyske længdebane bezeichnet, ist eine dänische Eisenbahnstrecke, die von Padborg im Süden von Jütland nach Frederikshavn im Norden von Vendsyssel führt. Der erste Abschnitt wurde 1862 in Betrieb genommen, die gesamte Strecke war 1871 fertiggestellt.

## Geschichte
Das Bahnbauprojekt wurde mit dem Ziel verfolgt, den östlichen Teil von Jütland zusammenzuführen. Die Idee entstand nach der Schleswig-Holsteinischen Erhebung (Erster Schleswig-Holsteinischer Krieg) nach 1848 und sollte Schleswig mit dem übrigen Königreich verbinden. Die Bauarbeiten begannen in den 1860er Jahren und waren von den politischen Bedingungen dieser Zeit beeinflusst. Nach dem verlorenen Deutsch-Dänischen Krieg (Zweiter Schleswig-Holsteinischer Krieg) 1864 wurde die Idee weiter verfolgt, denn nunmehr erbaute Preußen einen Teil der Strecken, die in seinem Gebiet lagen.
Der dänische Rigsdag (deutsch Reichstag) führte die ersten Gespräche über ein Eisenbahnnetz in Dänemark bereits 1835. In diesem Jahr entstand die Kongelig jernbanekommission (deutsch königliche Eisenbahnkommission).
Die Strecke zwischen Århus und Randers wurde 1862 gebaut. Es folgte die Verbindung der Insel Fünen von Nyborg über Middelfart am 8. September 1865 und im folgenden Jahr war die Strecke Fredericia–Vamdrup errichtet. Nun fehlte die Strecke Aarhus–Fredericia, um die bereits vorhandenen Streckenteile miteinander zu verbinden.
Die Diskussion über diesen Abschnitt hatte seit vielen Jahren den Rigsdag beschäftigt. Das erste Gesetz zur Errichtung der Strecke wurde 1857 erlassen und anschließend mehrmals geändert. Im Laufe der Jahre entstanden viele Vorschläge, die zum Teil aus lokalen Interessen verfolgt wurden. Der erste Vorschlag war eine Strecke von Vamdrup über Kolding und Vejle, durch das Gudenådalen nach Ry Mølle und weiter nach Århus.
Ein weiterer Vorschlag sah die Linienführung über Vejle–Horsens–Tebstrup–Fuldbro–Stilling nach Århus vor. Dieser beinhaltete einen Wasserweg nach Silkeborg über die Gudenå und verschiedene Seen mit dem Dampfschiff von Fuldbro. Zudem wurde die Linienführung Vejle–Horsens–Torrild–Århus diskutiert. Mit dem Eisenbahngesetz vom 26. Mai 1866 wurde die heutige Streckenführung endgültig festgelegt.
In späteren Jahren wurde die Strecke als Verbindung nach Südeuropa wichtig. Da der Güterverkehr zu einem großen Teil für den freien Wettbewerb freigegeben ist, sind Überlegungen über die weitere Privatisierung des Personenverkehrs in Jütland aktuell.
Die Strecke ist ein wesentlicher Teil des Netzes der Danske Statsbaner (DSB) in Jütland. Die Infrastruktur wird wie bei anderen Strecken in staatlichem Eigentum von Banedanmark unterhalten. Ein Teil der Strecke wurde in den letzten Jahren modernisiert und um Aalborg entstanden eine Reihe von neuen Bahnhöfen und Haltepunkten, die jedoch nur im Nahverkehr bedient werden.

## Teilabschnitte
Die Gesamtstrecke besteht aus folgenden Teilabschnitten:
- Padborg–Vamdrup, Inbetriebnahme 1866
- Vamdrup–Fredericia, Inbetriebnahme 1866
- Fredericia–Aarhus, Inbetriebnahme 1868
- Aarhus–Randers, Inbetriebnahme 1862
- Randers–Aalborg, Inbetriebnahme 1869
- Aalborg–Frederikshavn (Vendsysselbanen), Inbetriebnahme 1871

## Aktuelle Bahnhöfe
2016 wurden folgende Bahnhöfe bedient:
- Zwischen Padborg und Fredericia: Tinglev, Rødekro, Vojens, Vamdrup, Lunderskov, Kolding und Taulov
- Zwischen Fredericia und Aarhus H: Børkop, Brejning, Vejle, Hedensted, Horsens, Skanderborg, Hørning, Viby J und Kongsvang
- Zwischen Aarhus H und Aalborg: Hinnerup, Hadsten, Langå, Randers, Hobro, Arden, Skørping, Støvring, Svenstrup, Skalborg und Aalborg
- Nördlich von Aalborg: Aalborg Vestby, Lindholm, Brønderslev, Vrå, Hjørring, Sindal, Tolne, Kvissel und Frederikshavn